# 専門学校福岡ビジネス・アカデミー
専門学校福岡ビジネス・アカデミー（せんもんがっこうふくおかビジネス・アカデミー）は、福岡県福岡市博多区にある専門学校。学校法人21世紀アカデメイアが運営する。

## 沿革
- 1983年 - 専門学校九州デザイナー学院が福岡県から認可されるのを受け九州観光専門学校と2校同時に開校する
- 2007年 - ペットビジネス学科・モデル学科・医療福祉ビジネス学科・ショップ経営学科を新設
- 2008年 - カラーコーディネート学科を新設
- 2024年 - 専門学校福岡ビジネス・アカデミーに校名変更

## 学科編成
＜昼間部（2年制）＞　2025年度
- ペットビジネス学科
  - トリマー専攻
  - トリマー＆トレーナー専攻

- 愛玩動物看護学科（3年制）
  - 動物看護専攻
  - トリマー＆動物看護専攻
  - トレーナー＆動物看護専攻

- フラワービジネス学科
  - フラワービジネス専攻
  - ブライダルフラワー専攻

- 経営学科
  - 経営マネジメント専攻
  - オフィスビジネス専攻
  - 簿記ビジネス専攻
  - 宅建専攻

- ITビジネス学科
  - プログラマー専攻
  - Webクリエイター専攻

## 卒業後の主な進路

### ペットビジネス学科／愛玩動物看護学科
- トリマー
- 動物看護師
- ペットシッター
- アニマルセラピスト
- ブリーダー
- ペットショップ経営者
- 販売士
- 飼養管理士　　など

### フラワービジネス学科
- フラワーショップ
- ブライダルフラワー
- ヒューネラルフラワー（葬式）　など

### 経営学科
- 事務員
- プランナー
- 経理
- 受付
- 営業
- 販売
- ショップ経営　　など

### ITビジネス学科
- システムエンジニア
- オフィスワーカー
- ITストラテジスト
- 情報セキュリティスペシャリスト
- ネットワークススペシャリスト
- Webクリエイター
- システム監査技術者
- データーベーススペシャリスト
- ITサービスマネージャー　　など

## 姉妹校

### 東京アカデメイア
- 専門学校東京デザイナー・アカデミー
- 専門学校東京ビジュアルアーツ・アカデミー
- 専門学校東京ビジネス・アカデミー
- 専門学校東京ホスピタリティ・アカデミー
- 専門学校東京クールジャパン・アカデミー
- 東京ランゲージ・アカデミー

### 名古屋アカデメイア
- 専門学校名古屋デザイナー・アカデミー
- 専門学校名古屋ビジュアルアーツ・アカデミー
- 専門学校名古屋ビジネス・アカデミー
- 専門学校名古屋ホスピタリティ・アカデミー

### 大阪アカデメイア
- 専門学校大阪デザイナー・アカデミー
- 専門学校大阪ビジュアルアーツ・アカデミー
- 専門学校大阪ビジネス・アカデミー
- 専門学校大阪ホスピタリティ・アカデミー

### 福岡アカデメイア
- 専門学校福岡デザイナー・アカデミー
- 専門学校福岡ビジュアルアーツ・アカデミー
- 専門学校福岡ホスピタリティ・アカデミー

## 所在地
- 〒812-0011　福岡市博多区博多駅前3-8-24
- 博多駅博多口より徒歩3分